# Димитър Попангелов (свещеник)
Димитър Попангелов е български свещеник от Късното Възраждане в Македония. 

## Биография
Роден е в драмското село Калапот. Работи като екзархийски енорийски свещеник. При освобождението на Кавала през Балканската война е назначен за архиерейски наместник в Кавала.